# Stephen Campanelli
Stephen Campanelli est un cadreur et réalisateur canadien, de longue date membre de l'équipe de production cinématographique de Clint Eastwood.

## Biographie
La mère de Stephen Campanelli, Carmela, émigre d'Italie au Canada. Il grandit à Montréal, dans le quartier de Notre-Dame-de-Grâce (NDG).
Stephen Campanelli commence à travailler avec une caméra au Marianopolis College dont il est diplômé en 1978. Il est diplômé des études cinématographiques de l'Université Concordia, à Montréal avec un baccalauréat en beaux-arts en 1983. Lors de ses études, il remporte la première place dans une compétition de films étudiants qui a eu lieu à l'Amphithéâtre Hall de Concordia, pour From a Whisper to a Scream qui sera projeté plus tard au Festival des films du monde de Montréal 1984, recevant des distinctions. Son premier travail sur un film l'est sur Meatballs III, qui est tourné dans la banlieue montréalaise de Hudson au Québec,,.
En 2019, son troisième film, le thriller noir Grand Isle est présenté au Lone Star Film Festival et a reçu des critiques positives de Variety, Fort Worth Weekly et dans d'autres articles,.
Le héros d'enfance de Campanelli était Clint Eastwood. Il a nommé son chien "Clint".
Campanelli parle anglais et français.

## Filmographie partielle

### Au cinéma
Comme réalisateur
- 2015 : Code Momentum
- 2017 : Cheval indien (Indian Horse)
- 2019 : Grand Isle
- The Outlaws (en pré-production)

## Prix et distinctions
- Son film Cheval indien (Indian Horse) remporte le prix le plus prestigieux au Festival international du film de Vancouver 2017.
- Grand Isle remporte le prix Spotlight au Lone Star Film Festival[7].